# Tentoku
Tentoku (japanski 天徳, hiragana てんとく), razdoblje je povijesti Japana mjereno po sustavu starinskog japanskog brojanja godina. Podrazdoblje je razdoblja Heiana. Uslijedio je nakon razdoblja Tenryakua. Trajao je od listopada 957. godine do veljače 961. godine. Car koji je vladao u ovom razdoblju bio je car Murakami-tennō (村上天皇).
Nakon Tentokua uslijedilo je razdoblje Ōwa.

## Promjena
- 3. veljače 957. (Tentoku gannen, 天徳元年): Novo je razdoblje stvoreno radi označavanja događaja ili niza zbivanja. Prijašnje je razdoblje okončalo a novo je započelo u Tenryaku 11, na 27. dan 10. mjeseca[4]

## Neki od bitnijih događaja iz Tentokua
- 957. (Tentoku 1, 4. mjesec): Car je proslavio 50. rođendan Fujiware Morosukea. Tom je prigodom sam Murakami ponudio Morosukeu šalicu sakea.[5]
- 958. (Tentoku 2, 3. mjesec): Fujiwara Saneyori je počašćen povlasticom putovanja zaprežnim vozilom.[5]
- 16. listopada 960. (Tentoku 4, 23rd day of the 9th month): Carska je palača izgorila u požaru. Ovo ju je prvi put oštetio požar otkad je 794. godine glavni grad preselio iz Nare u Heian-kyo.[6]

## Vanjske poveznice
- Kokkaijska knjižnica (Knjižnica japanskog nacionalnog parlamenta), "Japanski kalendar" -- povijesni pregled i ilustrirani prikazi iz knjižnične zbirke